# 马泽碧
马泽碧（1945年12月—），女，回族，西藏拉萨人，中华人民共和国政治人物，曾任西藏自治区民政厅厅长、党组副书记，西藏自治区人大常委会副主任。